# 小行星1248
小行星1248（1248 Jugurtha）是一颗围绕太阳公转的小行星。1932年9月1日，西里爾·傑克遜在约翰内斯堡发现了此天体。
該小行星以努米底亞國王朱古達命名。
这颗小行星的绝对星等为348.60095等。